# 韋氏羊舌鮃
韋氏羊舌鮃為輻鰭魚綱鰈形目鰈亞目鮃科的其中一種，為熱帶海水魚，分布於印度西太平洋區，從阿拉弗拉海至澳洲昆士蘭南部海域，棲息深度16-90公尺，體長可達13公分，棲息在底層水域，以底棲生物為食，生活習性不明。

## 扩展阅读
維基物種上的相關：韋氏羊舌鮃